# 대한민국 상법 제382조
대한민국 상법 제382조는 이사의 선임, 회사와의 관계 및 사외이사에 대한 상법 회사법의 조문이다.

## 조문
제382조 (이사의 선임, 회사와의 관계 및 사외이사) (1) 이사는 주주총회에서 선임한다.

(2) 회사와 이사의 관계는 「민법」의 위임에 관한 규정을 준용한다.

(3) 사외이사(社外理事)는 해당 회사의 상무(常務)에 종사하지 아니하는 이사로서 다음 각 호의 어느 하나에 해당하지 아니하는 자를 말한다. 사외이사가 다음 각 호의 어느 하나에 해당하는 경우에는 그 직을 상실한다.

1. 회사의 상무에 종사하는 이사·집행임원 및 피용자 또는 최근 2년 이내에 회사의 상무에 종사한 이사·감사·집행임원 및 피용자
2. 최대주주가 자연인인 경우 본인과 그 배우자 및 직계 존속·비속
3. 최대주주가 법인인 경우 그 법인의 이사·감사·집행임원 및 피용자
4. 이사·감사·집행임원의 배우자 및 직계 존속·비속
5. 회사의 모회사 또는 자회사의 이사·감사·집행임원 및 피용자
6. 회사와 거래관계 등 중요한 이해관계에 있는 법인의 이사·감사·집행임원 및 피용자
7. 회사의 이사·집행임원 및 피용자가 이사·집행임원으로 있는 다른 회사의 이사·감사·집행임원 및 피용자

## 사례
- 박용성 회장 등 총수일가 28명의 두산산업개발 유상증자 참여 과정에서 벌어진 은행 대출금 이자 회사 대납 사건은 총수일가의 경영권 방어와 세습을 위해 회사가 지급 보증을 서 은행에서 293억원을 대출받아 주식을 매입하고, 대출 이자 138억원은 회사가 갚아 것으로 상법 제382조의 선관주의(관리자의 주의 의무)위반에 해당할 수 있다[1]

## 참고문헌
- 이지수. (2013). 상법 제382조② (경영판단원칙) 개정안에 대한 소고. 경제개혁연구소.

## 같이 보기
- 이사
- 이사회